# Casula

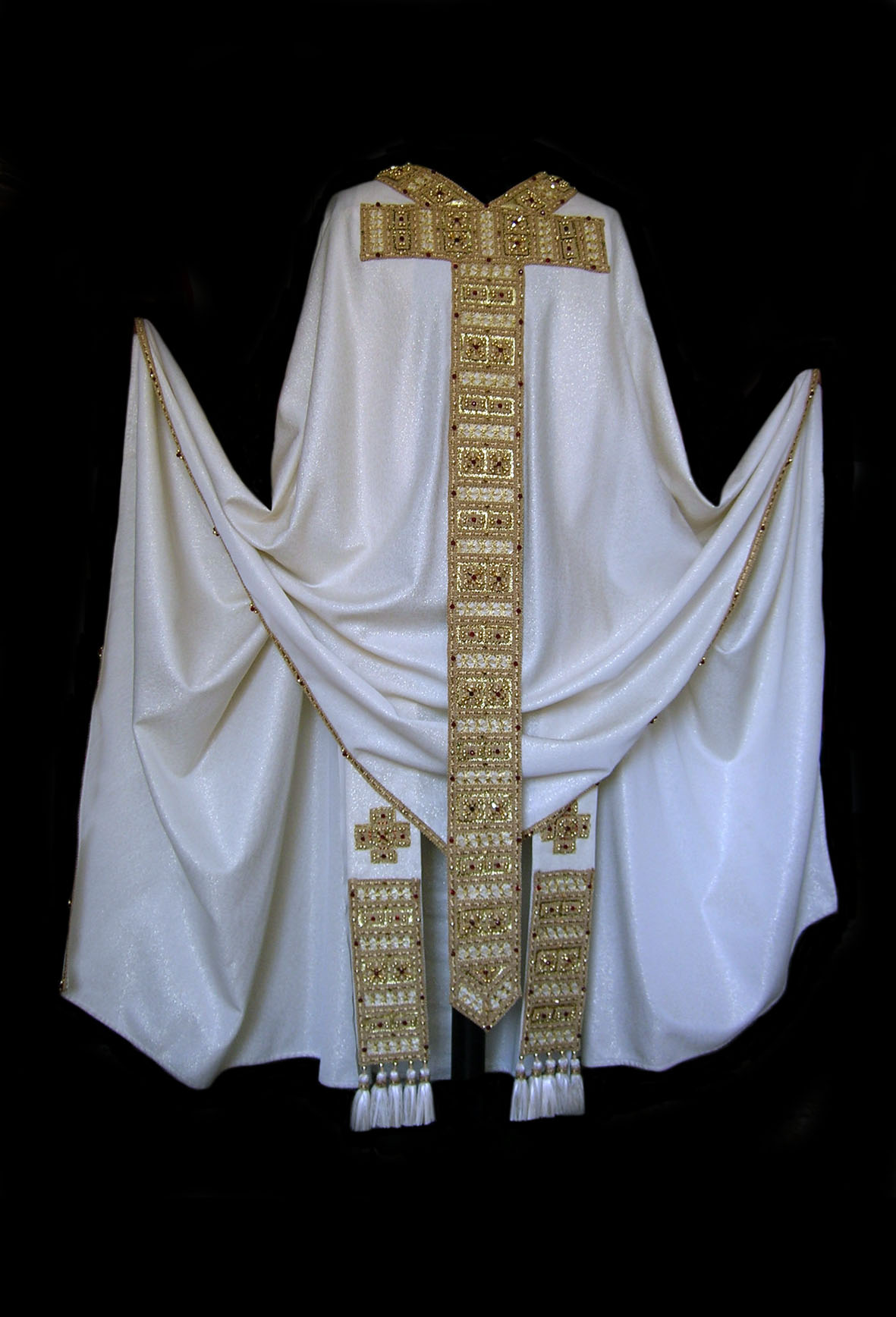
Casula, ispirata alla forma più antica

La casula è la veste liturgica propria di colui che celebra il rito della messa.

## Storia
Nel corso del tempo, la veste, che originariamente giungeva ai talloni da tutte le parti del corpo, subì delle variazioni nella lunghezza sulle braccia e sulle gambe. Divenne un indumento semi-rigido, foderato, che non copriva alcuna parte delle braccia e andava indossato allacciandolo sui fianchi.
Nel XX secolo è apparsa la tendenza di tornare invece ad una forma più ampia del paramento, pur mantenendo parzialmente l'accorciamento dei fianchi. L'uso di questa forma provocò da parte di alcuni una reazione di rifiuto, per cui la Sacra Congregazione dei Riti emise, il 9 dicembre 1925, un giudizio negativo. Questo giudizio fu poi esplicitamente revocato con la dichiarazione Circa dubium de forma paramentorum del 20 agosto 1957, che lasciò la decisione al giudizio prudente degli Ordinari locali. Esiste una fotografia di papa Pio XI che celebra la messa nella basilica di san Pietro già il 19 marzo 1930 indossando una pianeta dalla forma più ampia.
La tendenza di abbreviare i fianchi della casula è apparsa, ma molto limitatamente, nei secoli XIII e XIV. Nei secoli XV e XVI la casula adottò una forma molto simile a quella moderna, in cui i fianchi del paramento giungono non più al tallone ma solo al polso del braccio. Poi, verso la fine del XVI secolo, come si vedono in immagini di sant'Ignazio di Loyola e san Filippo Neri, si giunse ad una forma abbastanza simile a quella ancora più ridotta che predominava nei secoli XVIII e XIX, quando la casula non copriva più alcuna parte delle braccia (e in Spagna non copriva nemmeno interamente le spalle) ed era molto abbreviata anche davanti e di dietro.
Le antiche casule spesso tenevano un disegno a forma di Y, che copriva le cuciture che riunivano i pezzi del paramento, allora di forma conica. Le casule del periodo in cui le braccia rimanevano totalmente scoperte erano generalmente ornate di dietro con una croce o con un'immagine sacra, spesso riccamente ricamata.

### Casula o pianeta?
Questo paramento sacerdotale è stato chiamato in latino casula, planeta, paenula e in antiche fonti galliche anche amphibalus. Di questi termini, i più comuni sono casula e planeta (pianeta).
I libri liturgici hanno sempre usato questi due termini come sinonimi. Nelle edizioni del Messale Romano in uso prima del Concilio Vaticano II il termine «pianeta» appare undici volte, e il termine «casula» dodici volte. Il Rito dell'ordinazione presbiterale del Pontificale Romanum prescrive che l'ordinando si presenti avente «planetam coloris albi complicatam super brachium sinistrum», ma poi indica che il vescovo «imponit Ordinando casulam usque ad scapulas» e poi, più tardi, «explicans casulam, quam Ordinatus habet complicatam super humeros, et induit illum».
Dal Concilio Vaticano II in poi, il termine «casula» è usato quasi esclusivamente, accompagnato però qualche rara volta con la parola «pianeta» come sinonimo («la casula o pianeta»).
Ciò nonostante, qualche libro di consultazione, mentre tratta i due termini come sinonimi, considera arcaico il termine «casula»: «antica denominazione della pianeta sacerdotale».

## Utilizzo

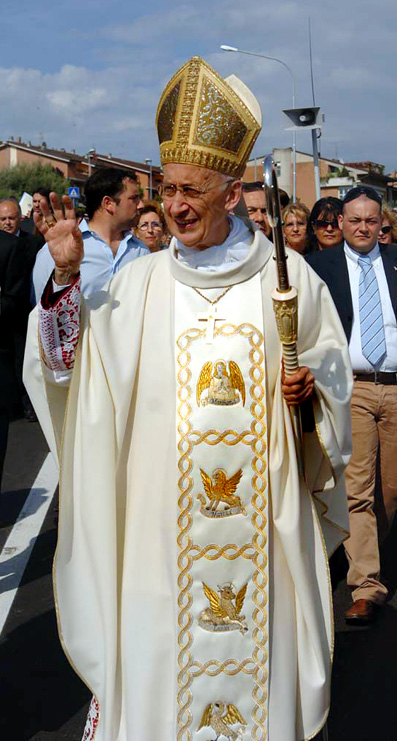
Il cardinale Camillo Ruini indossa una casula con colletto largo e stolone centrale

I Principi e norme per l'uso del Messale Romano, ripresi inoltre dalla più recente Istruzione Redemptionis Sacramentum, indicano la casula o pianeta come veste propria del sacerdote celebrante nell'atto di celebrare il rito della Messa e ad azioni strettamente collegate ad essa. Le norme prevedono inoltre che sotto la casula si indossino, in ordine: amitto (ove previsto), camice o alba, cingolo (ove previsto) e stola; sotto la casula il Vescovo nelle messe pontificali aggiunge la dalmatica. Nelle celebrazioni dove non è prevista l'annessione al rito della Messa, il sacerdote può indossare il piviale o la semplice stola premettendo sempre il camice o la cotta.
La casula può essere di varie fogge e di vari colori liturgici a seconda dell'eucologia e della memoria liturgica celebrata. Ogni casula è corredata di stola propria e talvolta può essere confezionata in corredo ad altri paramenti quali mitria, dalmatica e piviale.

### Colori liturgici
I colori del rito romano sono bianco, rosso, viola, verde, rosaceo e nero.
- Il bianco è utilizzato durante le solennità e le feste (es: Pasqua, Natale, feste dei Santi non martiri, Messa del Crisma, In Cena Domini, battesimo, matrimonio, ordinazione, prima comunione, unzione degli infermi, etc.) e simboleggia il mistero della resurrezione, la gloria di Cristo, la purezza, la fede e la gioia.
- Il rosso è il colore dello Spirito Santo, del sangue di Cristo e dei martiri e si utilizza, tra le altre occasioni, per le esequie pontificie, le festività dei martiri, il venerdì Santo, la domenica delle Palme, la Pentecoste, ecc.
- Il viola è il colore della penitenza. Il relativo tempo liturgico è di quattro settimane, Quaresima e Avvento sono i momenti principali in cui si adotta e in Italia può essere indossato anche in occasione di esequie e commemorazioni funebri.
- Il verde, colore della speranza, è il tempo ordinario.
- Il rosaceo, a seguito della riforma del 1969, è facoltativo: colore intermedio tra il violaceo della penitenza e il bianco della festività può essere indossato in due occasioni particolari: la terza domenica d'Avvento (Domenica Gaudete) e la quarta domenica di Quaresima (Domenica Laetare)
- Il nero, come il rosaceo, dopo la riforma del messale, è facoltativo e può essere sostituito con il viola in quanto colore di lutto.
- L'oro è il colore della regalità, dello splendore e della gloria e può essere indossato in sostituzione del bianco.

Infine si può trovare anche l'azzurro che in alcune nazioni è concesso per indulto nelle feste in onore della Madonna.

## Etimologia
Il nome di casula deriva, come indica Isidoro di Siviglia, da piccola casa, spiegazione che si adatta alla forma tipica della veste che all'origine avvolgeva completamente chi la indossava. La stoffa, infatti, arriva fino ai polsi nella parte superiore e fino alla tibia nella parte inferiore. Nella Vita di San Patrizio di Muirchu, si attribuisce ai druidi la profezia che verrebbe uno «in sua domu capiti perforata» (nella sua casa perforata al capo), chiaro riferimento alla casula.
Con il termine «casula» si definiva inoltre la cella abitata dal monaco e la piccola cappella campestre.
Questo indumento deriva, come tutti i paramenti sacri, dalle antiche vesti greche e romane; infatti la casula deriva dalla paenula romana, molto simile per forma e caratteristiche.